# Woda bromowa

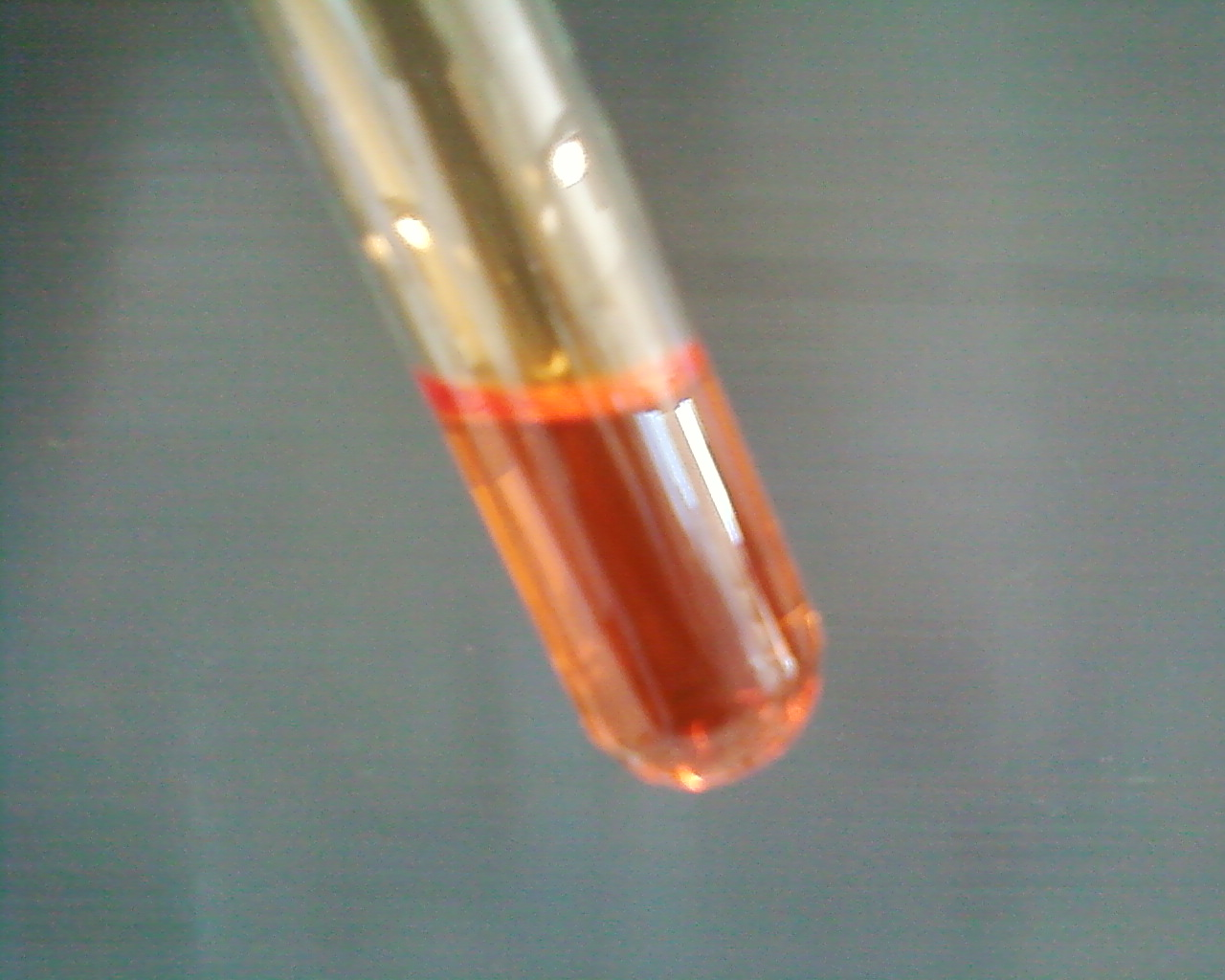
Woda bromowa

Woda bromowa – nasycony roztwór wodny bromu o stężeniu ok. 3,6 g/100 g. Stosowana w laboratoriach i przemyśle jako utleniacz. Obecność bromu powoduje, że jest zabarwiona na kolor brunatny. Przed wprowadzeniem metod spektroskopowych była wykorzystywana w chemii organicznej do wykrywania węglowodorów nienasyconych i ich pochodnych, w reakcji addycji bromu do wiązania wielokrotnego, co powoduje jej odbarwienie.
W roztworze brom ulega dysproporcjonowaniu i jest w stanie równowagi z kwasem podbromawym i bromowodorem:
Br
2 + H
2O  ⇄  HBrO + HBr, K = 5,8×10−9
Zakwaszenie cofa tę reakcję, a w środowisku zasadowym równowaga przesuwa się całkowicie w prawą stronę. Woda bromowa ulega powolnemu rozkładowi z wydzieleniem tlenu, jednak wolniej niż woda chlorowa lub wodny roztwór fluoru:
2Br
2 + 2H
2O  →  4HBr + O
2
Reakcję tę przyspiesza światło. 
W temperaturze poniżej 5,8 °C tworzy się czerwony krystaliczny hydrat bromu, Br
2·8H
2O.